# Eacles
Eacles är ett släkte av fjärilar. Eacles ingår i familjen påfågelsspinnare.

## Dottertaxa tillEacles, i alfabetisk ordning[1]
- Eacles acuta
- Eacles adoxa
- Eacles amazonica
- Eacles ambicolor
- Eacles anchicayensis
- Eacles approximans
- Eacles barnesi
- Eacles bertrandi
- Eacles cacicus
- Eacles callopteris
- Eacles canaima
- Eacles columbiana
- Eacles cybele
- Eacles decoris
- Eacles didyma
- Eacles ducalis
- Eacles fairchildi
- Eacles fulvaster
- Eacles guianensis
- Eacles guinlei
- Eacles imperatoria
- Eacles imperialis
- Eacles johnsoniella
- Eacles lauroi
- Eacles lemairei
- Eacles lombardi
- Eacles magnifica
- Eacles majestalis
- Eacles manuelita
- Eacles masoni
- Eacles mayi
- Eacles niepelti
- Eacles nobilis
- Eacles opaca
- Eacles ormondei
- Eacles oslari
- Eacles penelope
- Eacles peruvianus
- Eacles pini
- Eacles punctatissima
- Eacles quintanensis
- Eacles suffusa
- Eacles tricolor
- Eacles tucumana
- Eacles typica
- Eacles tyrannus
- Eacles violacea